# Watt Peak
Watt Peak (englisch peak „Spitze“) ist eine im Bereich Photovoltaik gebräuchliche, aber nicht normgerechte Einheit für die elektrische Leistung (Einheit: Watt) von Solarzellen. Gebräuchlich sind auch Vielfache wie Kilowatt peak, Megawatt peak und Gigawatt peak. Als Abkürzungen werden Wp, kWp, MWp oder GWp verwendet. Die Einheit dient dazu, unterschiedliche Solarzellen und Solarmodule unter genormten Testbedingungen vergleichen zu können.

## Definition
Mit Watt Peak bezeichnet man die von Solarmodulen abgegebene elektrische Leistung unter Standard-Testbedingungen (STC) mit folgenden Parametern:
- Zellentemperatur = 25 °C
- Bestrahlungsstärke = 1000 W/m²
- Sonnenlichtspektrum gemäß AM = 1,5

Das Internationale Büro für Maß und Gewicht, das die SI-Einheiten verwaltet, rät dazu, die Bezeichnung sowie das Symbol nicht zur Beschreibung physikalischer Größen zu nutzen.

## Verwendung
Formulierungen wie „Die Photovoltaikanlage hat eine Leistung von 10 kWp“ oder „Dies ist eine 1,2-MWp-Freiflächensolaranlage“ sind umgangssprachlich. Formal korrekt müsste es „Die Photovoltaikanlage - genaugenommen deren PV-Module -  hat eine Nennleistung gemäß Standard-Testbedingungen von 10 kW“ bzw. „Dies ist eine 1,2-MW-Freiflächensolaranlage (Nennleistung gemäß Standard-Testbedingungen)“ heißen.
Die Aussage „Es wird pro kWp eine Fläche von etwa 6 bis 10 m² benötigt“ bedeutet, dass für eine erwünschte Anlagenleistung von 1 kW unter Standard-Testbedingungen eine Fläche von etwa 6 bis 10 m² benötigt wird.
Entsprechend ist die Schreibweise „PNenn = 1 kW“ für Photovoltaikanlagen der Schreibweise „P = 1 kWp“ vorzuziehen, da eine Anfügung von Zusätzen an Einheitenzeichen nicht normgerecht ist.

## Praxisbezug in Deutschland
Die Bestrahlungsstärke von 1000 W/m² ist unter realen Bedingungen ein transienter Wert. Er wird umso öfter erreicht, je klarer die Luft ist, je näher man in Richtung Äquator geht und je höher man über dem Meeresspiegel ist. Außerdem hängt er davon ab, wie nahe die Sonne am höchsten Punkt steht. Üblicherweise wird er in Deutschland nur in den Mittagsstunden eines unbewölkten Tages erreicht.
Minütlich gemessene Häufigkeitsverteilungen der Bestrahlungsstärke in Deutschland zeigen auch Werte darüber. Diese können durch Reflexion und Streuung auch bis zu 1500 W/m² erreichen. Aufgrund der zeitlich kurzen Verfügbarkeit und des Umstands, dass Wechselrichter meist für eine Bestrahlungsstärke von 1000 W/m² und darunter ausgelegt werden (ökonomisches Maximum), werden diese selten genutzt. Das Maximum der Bestrahlungsstärke am Rand der Erdatmosphäre entspricht der Solarkonstante E0 und beträgt 1367 W/m².
Im normalen Betrieb haben Solarmodule bzw. die Solarzellen bei einer Einstrahlung von 1 kW/m² meist eine wesentlich höhere Betriebstemperatur als die im Test vorgesehenen 25 °C und deshalb einen bis zu 20 % niedrigeren Wirkungsgrad und eine dementsprechend geringere tatsächlich abgegebene Leistung. Durch eine gewöhnlich starre Ausrichtung einer ortsfesten Photovoltaikanlage sind die Zellen selten genau senkrecht zum einfallenden Licht ausgerichtet, wodurch die Bestrahlungsstärke mit dem Sinus des Einfallswinkels zu multiplizieren ist – der nur bei 90° den Wert 1,0 hat – und sich deshalb allgemein vermindert.
Zum Beispiel beträgt die maximale Sonnenhöhe im Sommer in München 65,3°, in Flensburg 58,7°; der Sinus dazu ergibt durch den Faktor eine Minderung auf 90,85 bzw. 85,45 %. Zur Wintersonnwende wird die Leistung in den Beispielstädten gar auf 31,73 und 20,62 % des theoretischen Maximums beschränkt.
Die Angabe in Watt Peak dient dem Vergleich flächengleicher Solarmodule aus unterschiedlicher Fertigung in ihrem Wirkungsgrad sowie der Dimensionierung der unterschiedlichen Komponenten einer Solaranlage. Sie kann als alleinige Angabe nicht zur Charakterisierung einer Photovoltaikanlage dienen, da dabei für den Energieertrag und für die Wirtschaftlichkeit der Anlage wesentliche Parameter wie die Aufbauart (Freifläche, Dach, nachgeführt) und der Aufstellungsort, d. h. der Breitengrad und damit verknüpft die mittlere Bestrahlungsstärke, oder die am Aufstellungsort herrschenden klimatischen Bedingungen wie die Temperatur nicht beachtet werden.
Zusammenfassend gilt für eine tatsächlich realisierte Photovoltaikanlage, dass die Angabe der Nennleistung in Watt Peak weder einer Maximalleistung noch einer Dauerleistung entspricht. Da die Strahlungsbedingungen oft schlechter und die Module meist deutlich wärmer sind als unter Standardtestbedingungen, wird die Peak-Leistung in der Praxis nur sporadisch erreicht und noch seltener übertroffen. Vor allem werden die Betriebsbedingungen bzw. der jeweilige aktuelle Wirkungsgrad des Wechselrichters – als ein Bestandteil der Photovoltaikanlage – nicht berücksichtigt.